# Мађарска социјалистичка партија
Мађарска социјалистичка партија (мађ. Magyar Szocialista Párt, MSZP) је социјалдемократска политичка партија у Мађарској.

## Деловање
Основана је 7. октобра 1989. године као наследница Мађарске социјалистичке радничке партије, која је владала Мађарском од 1956. до 1989. године. Многи од чланове ове бивше партије наставили су да делују у МСП. МСП је током свог мандата 1995-1996. спровела пакет тржишних реформи, када је Мађарска упала у економску и финансијску кризу.
За разлику од економске политике, МСП се од десних партија разликује по одбијању национализма.
Партија је чланица Социјалистичке интернационале и Партије европског социјализма.
Најпознатији чланови партије су бивши мађарски премијер Ференц Ђурчањи, те међународно активни Ђула Хорн и Ласло Ковач.
На последњим парламентарним изборима у Мађарској, одржанима 2010. године, МСП је изгубила од Фидеса, освојивши 19,3% гласова односно 53 од 386 посланичких места у мађарском парламенту.
Ђурчањи је 2011. напустио МСП и најавио оснивање нове социјалистичке партије.